# Eugenio Corini
Eugenio Corini (Bagnolo Mella, 30 de julho de 1970) é um treinador de futebol e ex-futebolista italiano que atuava como volante. Atualmente, treina o Lecce.

## Carreira
Apelidado de Il Genio graças à técnica apurada, Corini iniciou a carreira profissional em 1986, no Brescia, onde permaneceria a até 1990, quando transferiu-se para a Juventus. Em 2 temporadas pela Vecchia Signora, marcou apenas 2 gols em 47 partidas.
Em 1992, a Sampdoria o contratou, mas o jogador não teve muito espaço nos blucerchiati: foram apenas 24 partidas e 4 gols. Durante o período em que esteve vinculado contratualmente à Samp, Corini foi emprestado para Napoli, Brescia e Piacenza, fazendo um número razoável de jogos pelos 3 times.
Jogaria ainda pelo Verona entre 1996 e 1998, porém seria com o maior rival da equipe, o Chievo, que o jogador viveria sua melhor fase, culminando com o inédito acesso à Primeira Divisão italiana, em 2001. Juntamente com o zagueiro Nicola Legrottaglie, o lateral-esquerdo Salvatore Lanna, os meias Christian Manfredini, Simone Barone (campeão mundial em 2006), Luciano e Simone Perrotta e os atacantes Massimo Marazzina e Bernardo Corradi, Corini liderou a equipe que chegou em um improvável quinto lugar, chamada de "Miracolo Chievo" (em português, "Chievo Milagroso"). Contratado em 2003 pelo Palermo, onde novamente ajudou na promoção do time siciliano à Série A após 31 anos. Juntamente com Fabio Grosso, Luca Toni (que também venceriam a Copa de 2006) e Simone Pepe, era o principal nome da equipe, onde jogaria 124 partidas até 2007, marcando 25 gols. Numa coletiva de imprensa, decidiu sair do Palermo alegando "falta de confiança da diretoria".
No mesmo ano, assina com Torino, onde atuou por 2 temporadas. Uma lesão no tendão de Aquiles forçou o jogador a encerrar a carreira em 2009, aos 38 anos.

## Seleção Italiana
Com passagem pelas equipes de base da Itália, Corini foi convocado 3 vezes pelo técnico Arrigo Sacchi, em 1993, mas não entrou em campo em nenhum jogo. Ele havia participado dos Jogos Olímpicos de Barcelona, realizados no ano anterior.
Voltaria a ser convocado em 2002, desta vez por Giovanni Trapattoni, em virtude de suas atuações pelo Chievo. Assim como nas 3 partidas em que havia sido chamado 9 anos antes, Il Genio não chegou a atuar, mas ainda sonhava com uma eventual convocação para a Copa de 2002. Trapattoni, porém, não voltaria a convocá-lo, minando as chances do jogador em disputar o torneio.

## Carreira de técnico
A estreia de Corini como treinador veio em 2010, no Portogruaro, onde trabalhou durante pouco tempo. Comandou ainda Crotone, Frosinone e Chievo até 2013.
Em novembro de 2016, foi contratado pelo Palermo, substituindo Roberto De Zerbi.